# Lucien Petit-Breton
Lucien Petit-Breton, pseudonimo di Lucien Georges Mazan (Plessé, 18 ottobre 1882 – Troyes, 20 dicembre 1917), è stato un ciclista su strada e pistard francese dei primi anni del Novecento. Vinse due volte il Tour de France, la Milano-Sanremo 1907 e la Parigi-Tours del 1906.

## Carriera
Dopo aver vissuto alcuni anni in Argentina, assunse il nomignolo di Petit-Breton (ovvero "il piccolo bretone") al suo ritorno in Francia. Atleta molto forte sul passo, fu tra i protagonisti indiscussi dei primi anni del Novecento. Al Tour de France si classificò quinto nel 1905 e quarto nel 1906, prima di riuscire a vincere le edizioni del 1907 (vincendo 2 tappe) e del 1908 (5 tappe). Fu il primo corridore a vincere per due volte consecutive la corsa francese. Nelle edizioni successive a cui partecipò, dal 1910 al 1914, non riuscì a concludere la corsa.
Prese parte anche al Giro d'Italia nel 1910 e nel 1911: in quest'ultimo riuscì a vincere la dura tappa che si concludeva a Torino e che prevedeva per la prima volta la scalata al Sestriere. Successivamente colse un terzo posto e due secondi posti di tappa e a Sulmona conquistò la leadership della corsa, che però non riuscì poi a concludere.
Altrettanto buono fu il suo comportamento nelle gare in linea: fu infatti il primo vincitore della Milano-Sanremo nel 1907 e si aggiudicò anche la Parigi-Tours nel 1906 e la Parigi-Bruxelles nel 1908.
Nel 1905 a Parigi stabilì il record dell'ora pedalando per 41,110 km.
La sua carriera si concluse nel 1914 con lo scoppio della prima guerra mondiale. Nel 1917 rimase ferito in un incidente stradale sulle Ardenne e i postumi lo condussero alla morte, avvenuta a 35 anni il 20 dicembre dello stesso anno. Venne sepolto nel cimitero di Pénestin.

## Palmarès

### Strada
- 1906

Parigi-Tours
- 1907

Milano-Sanremo
9ª tappa Tour de France (Tolosa > Bayonne)
11ª tappa Tour de France (Bordeaux > Nantes)
Classifica generale Tour de France
- 1908

1ª tappa Giro del Belgio
4ª tappa Giro del Belgio
5ª tappa Giro del Belgio
6ª tappa Giro del Belgio
Classifica generale Giro del Belgio
2ª tappa Tour de France (Roubaix > Metz)
7ª tappa Tour de France (Nizza > Nîmes)
9ª tappa Tour de France (Tolosa > Bayonne)
11ª tappa Tour de France (Bordeaux > Nantes)
14ª tappa Tour de France (Caen > Parigi)
Classifica generale Tour de France
Parigi-Bruxelles
- 1909

Vuelta a Tarragona
Buffalo-Cup
- 1911

5ª tappa Giro d'Italia (Mondovì > Torino)

### Pista
- 1904

Bol d'Or
- 1905

Record dell'ora (41,110 km)

## Piazzamenti

### Grandi Giri
- Giro d'Italia

1910: ritirato
1911: ritirato
- Tour de France

1905: 5º
1906: 4º
1907: vincitore
1908: vincitore
1910: ritirato (7ª tappa)
1911: ritirato (1ª tappa)
1912: ritirato (2ª tappa)
1913: ritirato (14ª tappa)
1914: ritirato (9ª tappa)

### Classiche monumento
- Milano-Sanremo

1907: vincitore
1912: 14º
- Parigi-Roubaix

1904: 21º

## Riconoscimenti
- Inserito tra le Gloire du sport